# 梁柳
梁柳（?—306年），字鴻季，安定郡烏氏县（今甘肃省平涼市）人，曹魏、西晉官员。皇甫謐表弟。

## 生平
梁柳年少時與表兄皇甫謐一同生活，曾習古文《尚書》，魏末為城陽太守、西晉後任弘農及陽平太守，所在均有著績。
閻纘推舉城门校尉梁柳、朱冲等人忠贞清白，可以做皇太孙的老师。晉惠帝永熙元年（290年），前任城门校尉梁柳出任太孫太傅。光熙元年四月己亥（306年），梁柳以太弟太保出任鎮西將軍，守卫关中，司馬顒部將馬瞻前往拜谒梁柳，将梁柳在城内杀死。

## 家庭

### 母亲
- 安定皇甫氏，皇甫謐堂姑

### 子女
- 梁芬，西晋司徒

### 孙子女
- 梁兰璧，晋怀帝皇后